# Drăgușeni, Suceava
Drăgușeni là một xã thuộc hạt Suceava, România. Dân số thời điểm năm 2002 là 2681 người.